# Balthasar Moncornet
Balthasar Moncornet, ou Balthazar Montcornet, né vers 1600 à Bruxelles, mort le 11 août 1668, est un graveur d'origine wallonne exerçant à Paris. Il est l'auteur de portraits de nombreuses personnalités du XVIIe siècle.

## Famille
Il est le fils de Pierre Moncornet, tapissier travaillant aux manufactures des tapisseries du roi, et de Catharine Thyellemans [Tallemant].
La famille immigre à Paris en 1602 ; à ce moment Pierre donne procuration à son frère Nicolas Moncornet pour vendre la maison familiale à Bruxelles.
Son frère Pierre Moncornet est peintre, marié en août 1631 avec Isabelle Toussainct. Il a aussi deux sœurs : Madeleine, mariée à Étienne Delaforêt, et Catherine, mariée (déjà veuve en 1631) au graveur Jean Swelinck [Soreting, Suélin, Joislin].
Balthasar est d'abord marié à Élisabeth Tabouret ou plutôt Isabelle Cabouret. Le 23 novembre 1626, ils baptisent leur fille Isabelle, puis le 3 novembre 1631 leur fils Étienne, en la paroisse Saint-Benoît. 
Balthasar se remarie le 20 avril 1637 à l'église Saint-Sulpice avec Marguerite Van der Molen.
Du second lit il a Jean, né le 16 juillet 1641 ; il a aussi Eléonore, née le 27 août 1645. Un autre Jean nait le 15 mars 1649 ; c'est sans doute lui qui se marie le 19 juillet 1676 avec Marguerite du Pré et qui devient maître imprimeur en taille-douce.
Il est inhumé le 12 août 1668 (paroisse de Saint-Séverin de Paris) . Sa veuve est inhumée le 31 octobre 1691. 

## Carrière
Balthasar est mis en apprentissage par son père le 31 octobre 1612 pour 3 ans et demi chez Carel van Boeckel, l'époux d'Anne Moncornet, probablement son beau-frère, pour 150 lt. Il est logé, nourri, chauffé et éclairé par son maître. À cette époque son père et lui habitent rue des Gobelins.
Une fois établi, Balthasar prend plusieurs apprentis : Linen Antens pour 5 ans le 10 janvier 1626, Pierre Davoot pour 6 ans le 18 mars 1638 (il habite encore rue des Gobelins), Jean Sanné pour 4 ans le 15 mai 1648, enfin Balthasar Vaudresse pour 6 ans le 2 août 1650.
Il emploie aussi un ouvrier : Paul Verhoeven [Seronnen, Verhoenz, Veronnen] le 11 décembre 1636 pour un an à 80 lt par an. Cet ouvrier est natif d'Anvers ; son maître lui fournit outils, nourriture et logement pendant un an.
À partir de décembre 1645, Balthasar déménage son magasin et son atelier d'estampes rue Saint-Jacques (Paris) à l'enseigne de la Belle Croix, face à l'église Saint-Yves, dans une maison louée par le couvent des Mathurins. Il rachète le 15 juin 1650 tous les ustensiles et outils de graveur appartenant à la veuve de Michel Wanot, graveur du roi, pour 3000 lt. Le 10 janvier 1662, il signe un contrat d'association avec J. Sauvé.
Après 1668, sa veuve perpétue l'activité de son mari, tant pour l'édition que pour le commerce.

## Œuvres

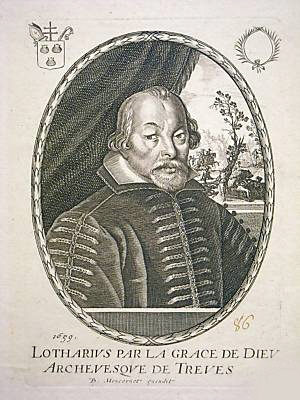
Portrait de Lothar von Metternich (gravé en 1659).

La production de Balthasar est riche, notamment, de plusieurs centaines de portraits gravés de petite taille, édités séparément ou regroupés dans des recueils, activité dans laquelle il est précurseur.

### Livres
- Les vrais pourtraics des Rois de France depuis Pharamond jusqu’à Louis 14 à présent régnant
- Portraits des Rois, Princes & seigneurs de France gravés par Baltazard Moncornet, Paris B. Moncornet, 1652.
- Portraits des Princes, seigneurs et personnes illustres, Paris 1650.
- Le livre de toutes sortes de feuilles pour servir à l'art d'orfebvrerie. Paris, 1634.
- Livre nouveau de toutes sortes d'ouvrages d'orfevreries. Paris, Jean Moncornet (vers 1670).

### Exemples de gravures

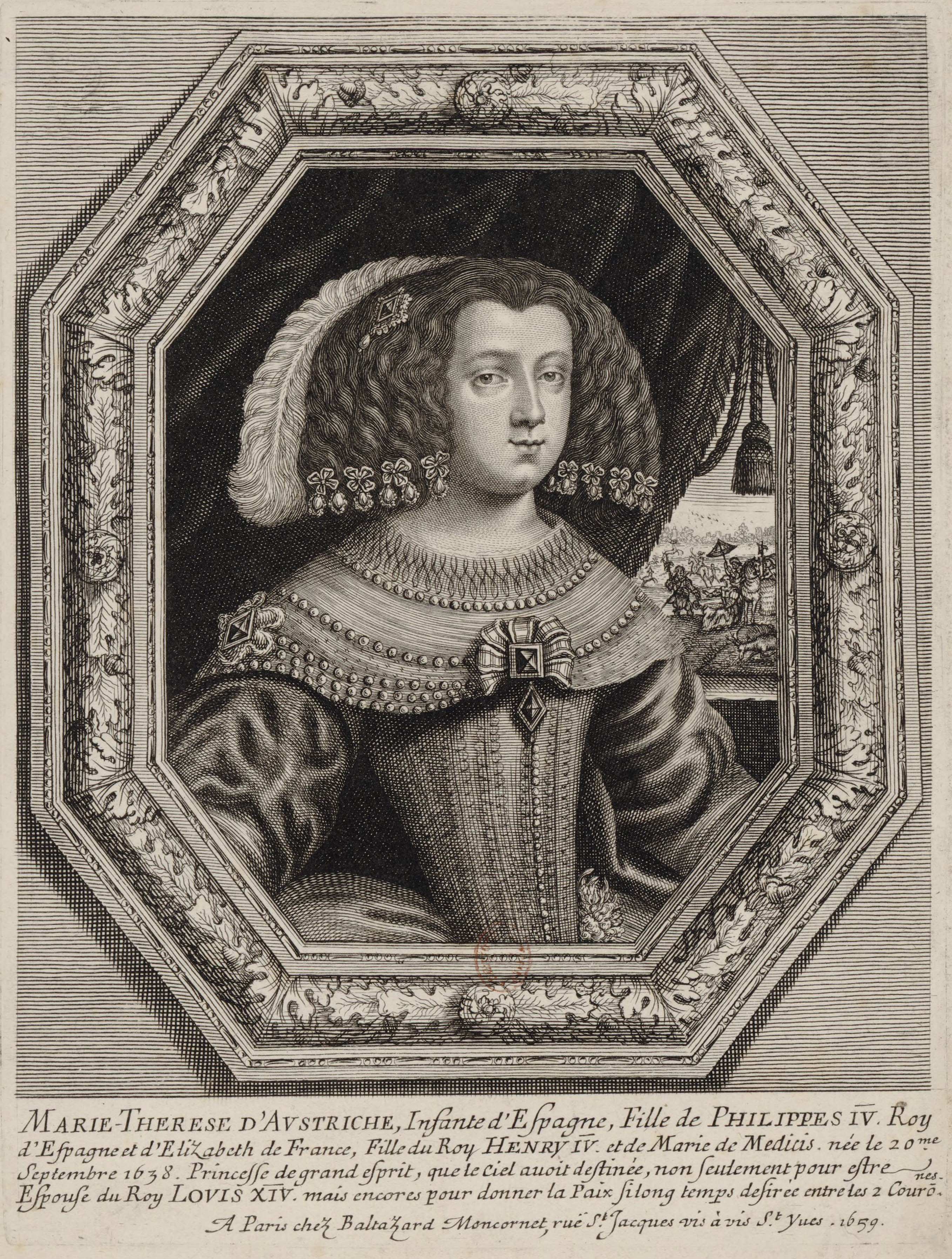
Marie-Thérèse d'Autriche avant son mariage
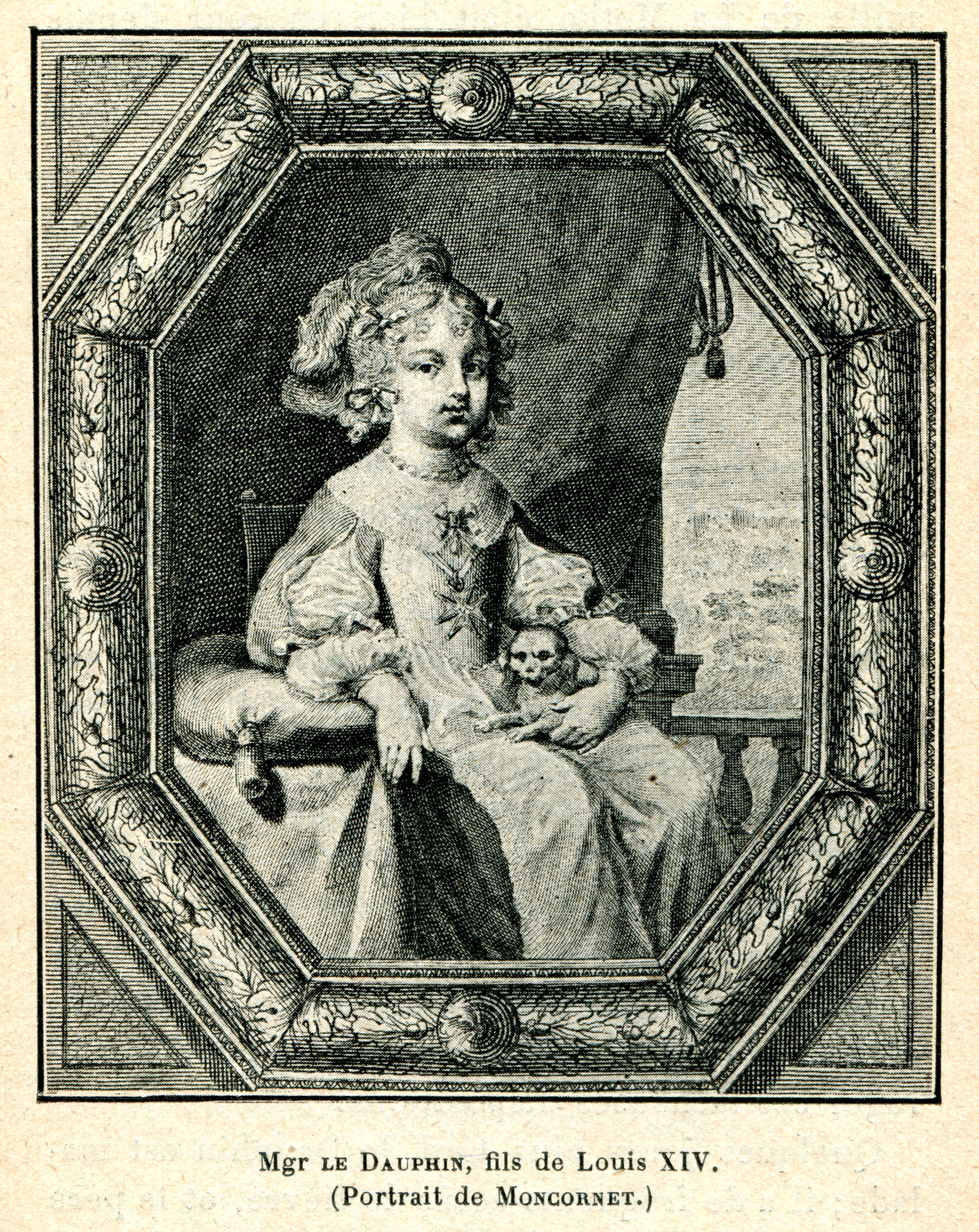
Mgr. le Dauphin, fils de Louis XIV
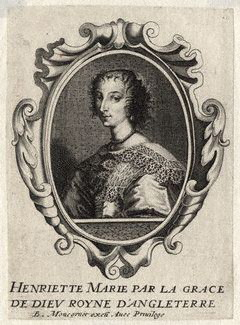
Henriette de France
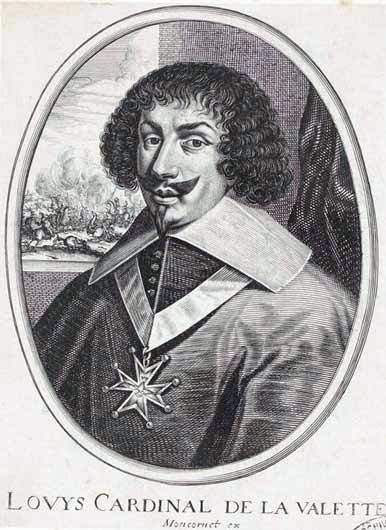
Louis, cardinal de La Valette
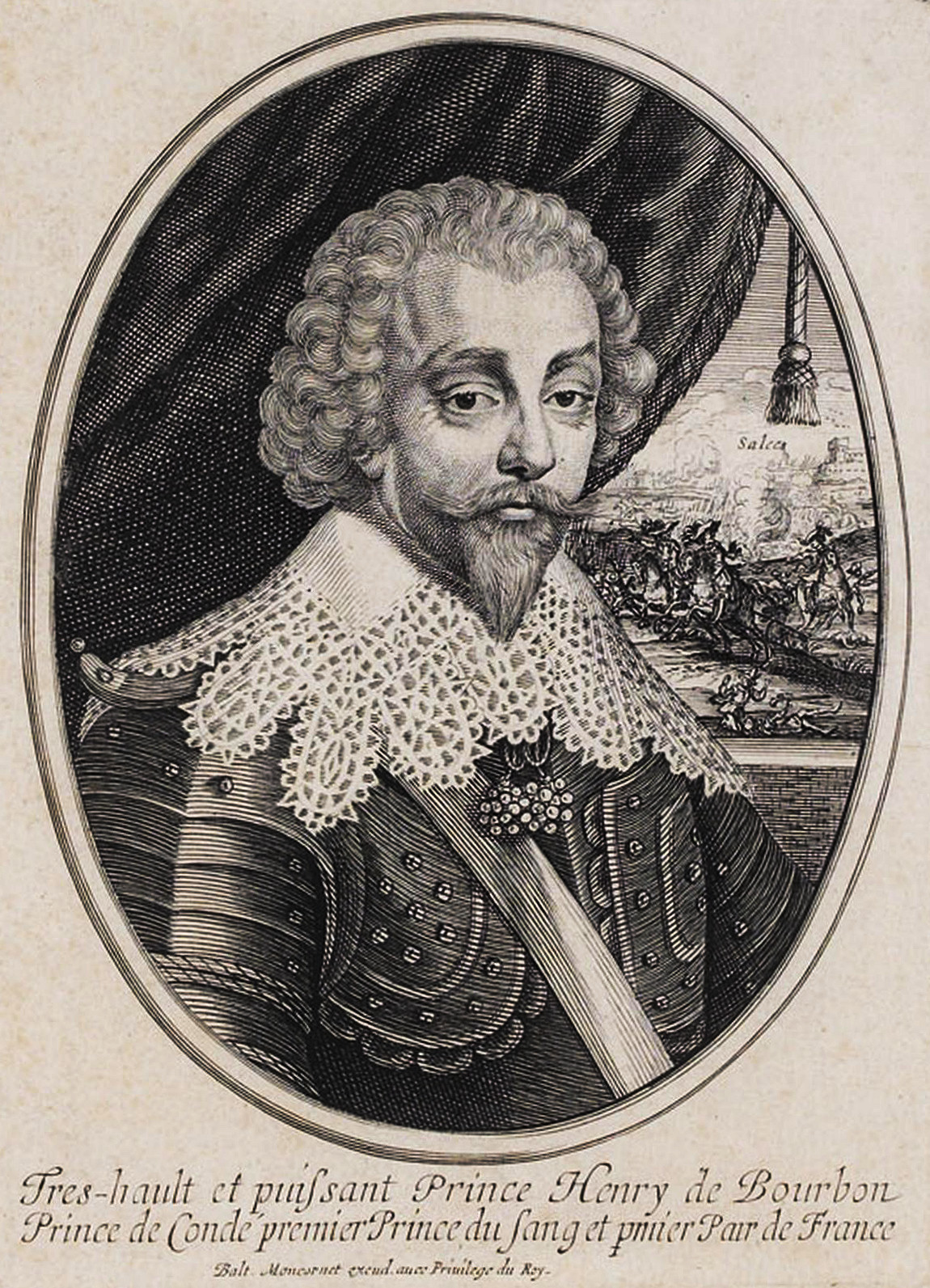
Henri, prince de Condé
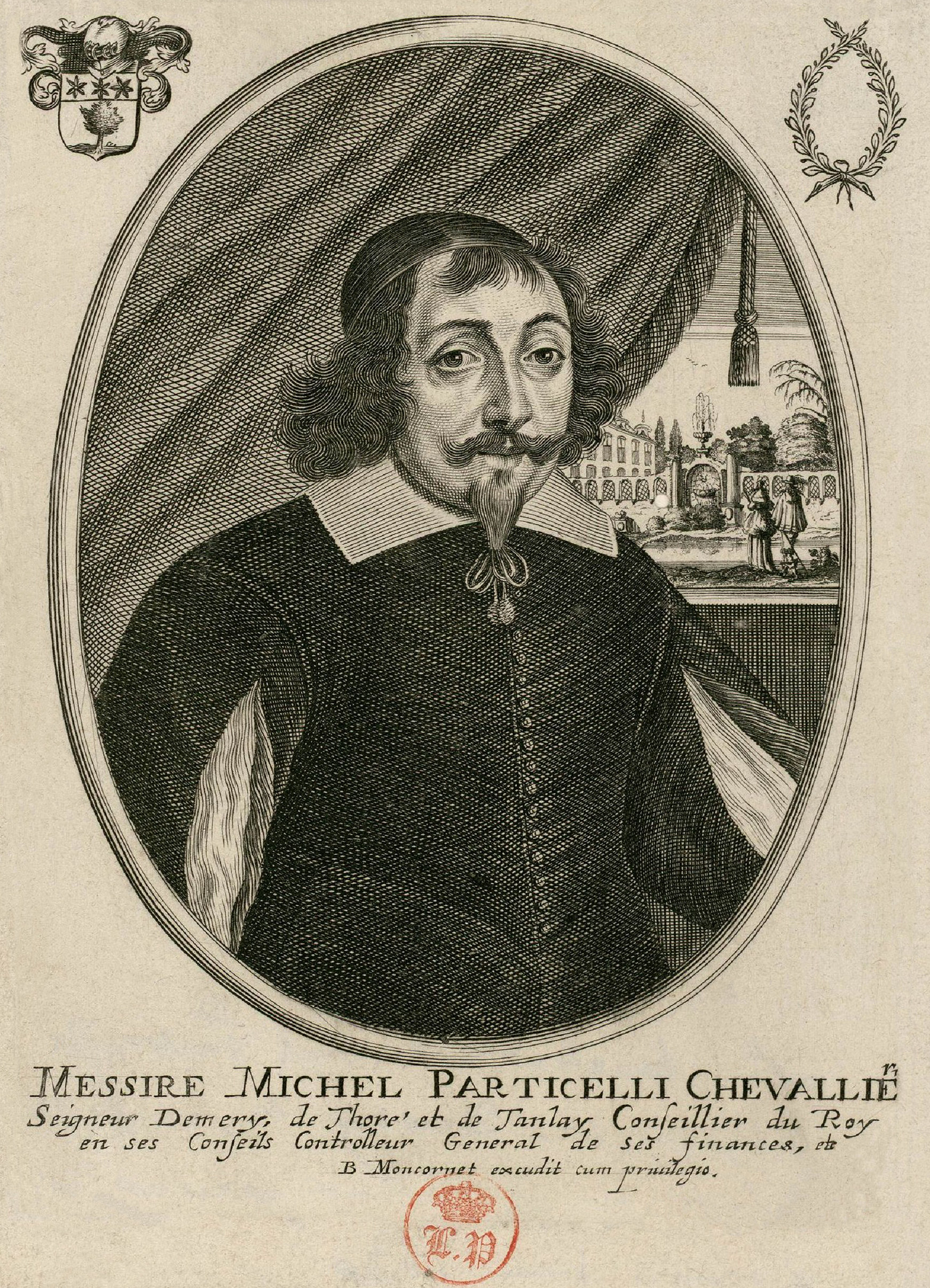
Michel Particeli d'Émery
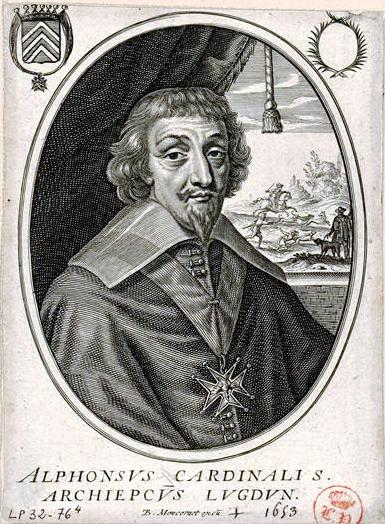
Alphonse-Louis du Plessis de Richelieu (1582-1653), frère aîné du cardinal de Richelieu
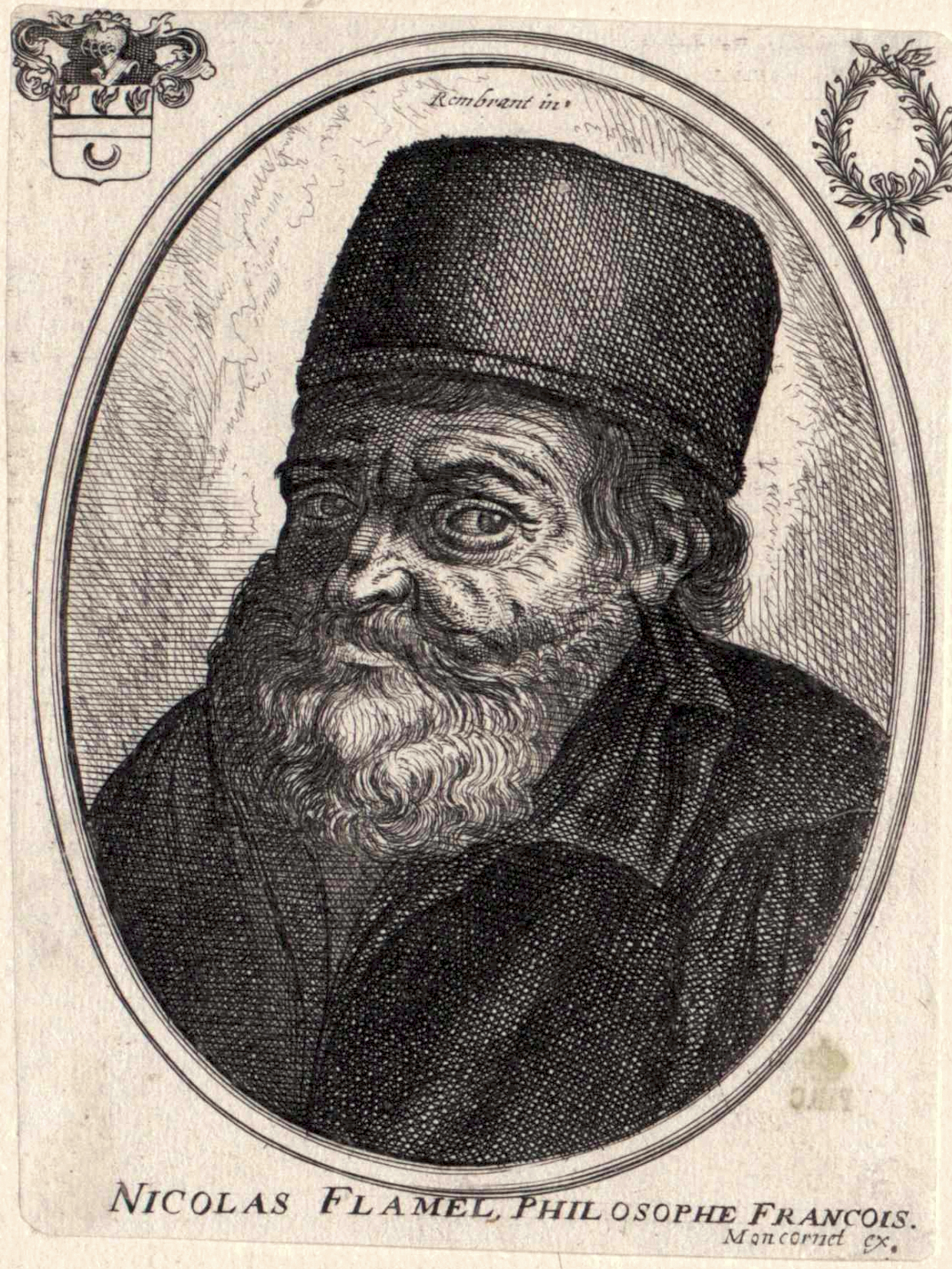
Nicolas Flamel